# Одлике уметности Леонарда да Винчија
Период који данас зовемо високом ренесансом има своје корене у Леонардовим делима. Леонардо је рођен седам година након Ботичелија и Перуђина, а пет након Филипина Липија, чији стилови без сумње припадају раној ренесанси. Штавише, сва Леонардова најважнија уметничка достигнућа су довршена, или су при крају, пре смрти Филипина 1504. године, првог умрлог по реду од тројице поменутих. Чињеница да се Леонарда сматра уметником високе ренесансе и о њему говори заједно са Микеланђелом рођеном двадесет три (1475), или Рафаелом, рођеном тридесет једну годину после њега (1483), указује на његову револуционарну важност као ствараоца ране, фирентинске фазе високе ренесансе.

## Да Винчијева филозофија
Истрошена фраза о људима који изгледа да су „испред свога времена” може се слободно узети као чињенично стање у случају Леонарда. Био је испред савременика не само у сликарству, вајарству и архитектури, већ и у инжењерству, војним наукама, ботаници, анатомији, геологији, географији, хидраулици, аеродинамици и оптици, помињући само неке гране знања у којима је дошао до пресудних, али и врло оригиналних открића. Леонардо је био инспирисан иновацијама у уметности и науци и веровао је у њихову нераскидиву везу. Није их сматрао одвојеним ни узајамно замењивим и чини се да је за Леонарда наука била прагматично истраживање природе, док је уметност била израз лепоте. У свом уметничком и научном раду одбацио је ауторитет и истраживао природни свет самостално и независно, без традиционалних предрасуда, или ограничења наметнутих верским догмама и веровањима. У доба када се „препорођени” ауторитет антике надметао са хришћанством, он се није повиновао ни једном ни другом. Изгледа да је за Леонарда коначни ауторитет долазио из једног јединог извора: човековог ока. Тврдио је да ниједно чуло није племенитије од чула вида. Ни један рукопис, без обзира на то какве су његове претензије на божанско откровење или филозофски ауторитет, није могао блокирати доказе који долазе путем вида, ни ометати на њему заснован процес закључивања. У својим белешкама је записао:
„Зар не видиш да око обухвата лепоте целог света? Оно је глава астрономије; оно ствара космологију; оно управља свим људским вештинама и исправља их; покреће човека у разне делове света; оно је господар математике, његова знања су најтачнија, оно је измерило удаљеност и величину звезда; оно је пронашло елементе и места где се налазе; … оно је створило архитектуру и перспективу, оно је родило божанствено сликарство. О, најизврснија од свих других ствари … Какве би хвале могле да изразе твоју племенитост? Који народи, који језици би могли описати твоју праву делатност? Оно је прозор на људском телу кроз који душа посматра лепоте света и наслађује се њима; због њега се душа мири са тамницом људског тела, а без њега та тамница била би мучење за њу …”

## Да Винчијеве белешке
Познато је доста тога о Леонардовим размишљањима на основу његових списа. Хиљаде сачуваних страница, крећу се од брзих и кратких коментара до дубоких анализа. Мада их никада није уредио и организовао у једну целину, Леонардове белешке пуцају од идеја и запажања која се неће поновити – још мање систематизовати у једну складну целину – деценијама и вековима након њега. Ретко у његовим списима наилазимо на неко име класике, за разлику од Албертија и Гибертија, који су непрекидно цитирали класичне узоре. Још ређе наилазимо на помињање Бога, али срећемо заједљиве коментаре на рачун организованог хришћанства, на пример, „Зашто се клањати Сину кад су све цркве посвећене Мајци?” Међутим, природа се помиње изнова и изнова, а његове скице планинских предела спадају у најраније детаљне студије пејзажа у историји уметности.
Леонардове бележнице у којима је радио скице, студије и записивао своја запажања и анализе, такође откривају да је уживао да буде сам, подаље од других људи и њихових животних путева. Дивио се човековом телу као изузетном делу природе, али је осећао да људи не заслужују тако софистициран „инструмент”. Своје ближње је често називао „врећама за храну” и „пуњење пореске кесе”. Упркос очигледним приповедачким способностима, у његовим белешкама нема назнаке да је икада марио за друго људско биће. Фирентинац по рођењу, Леонарду су бриге и проблеми родног града били страни, те је радио за Лодовика Сфорцу, војводу Милана, па чак и за Чезара Борџију, сина папе Александра VI, против чијих војски су се Фирентинци борили за слободу своје Републике.
Могуће је да је део своје отуђености од других Леонардо наследио из околности свога рођења, јер се родио као ванбрачни син нотара Сер Пјера и једне сељанке у малом тосканском месту званом Винчи, удаљеном четрдесет километара од Фиренце. У раној младости одузет је од мајке о којој се готово ништа не зна, и одгајан у кући свога оца и његове супруге. Нотар у ренесансној Италији проверава законитост уговора, узима проценат од обе уговорне стране и може добро напредовати на друштвеној скали, што је изгледа Леонардов отац и учинио. Али Леонардов живот је био замагљен чињеницом да је био ванбрачно дете, што је са собом носило и одређене правне последице. Поред тога био је леворук, што је у тадашње доба имало врло неповољну конотацију (мада је италијански израз за леворуке донекле блага реч „манчино” [mancino], појам за лево је „синистро”). Леонардо је писао здесна на лево, како му је вероватно било лакше, и истраживачи његовог дела често користе огледало да би могли читати његове рукописе.
Још је вероватније да је сматрао да један научник и сликар мора да проводи време сâм да би боље откривао, истраживао и могао да разуме чуда природе, како је забележио у једном од коментара из Трактата о сликарству, где саветује младе ученике како достићи мајсторство у цртању и сликању.
У Леонардовим коментарима се често среће једно реторичко питање: „Ко ће ми рећи да ли је икада ишта довршено?” Тачно је да његово трагање за неухватљивим аспектима природе никада није било завршено, а ни многа његова дела онако како је то он намеравао. Неки његови савременици су закључили да су га његова научна и инжењерска интересовања спречавала да се боље посвети уметности. Из његових цртежа се може стећи потпунија слика о његовим интересовањима и стилу, како из оних који су припремне студије за одређене слике и скулптуре, тако и из других врста скица које илуструју скоро сваку страницу његових рукописа.
У Леонардовим цртежима није занемарено ни најмање живо биће: мачка, инсект, цвет – све је вредно пажљивог и дугог посматрања. На пример, у једном цртежу биљака где се појављује и бетлехемска звезда, Леонардо је тачно приказао облике лишћа, али се такође бавио и ритмом раста биљке и неухватљивим квалитетима природног живота и кретања: лишће изгледа као да расте пред нашим очима, као код оних модерних документарних снимака раста и цветања биљака. Лакоћом холандских мајстора прелазио је са микрокосмоса – ситних детаља – на макрокосмос – крупни свет – слично као фламански мајстор Јан ван Ајк чије је дело можда и познавао. Током боравка у Милану, пењао се на падине оближњих Алпа и забележио оно што је видео, приметивши, на пример, фосилизоване шкољке уграђене у седиментне стене. Израчунавши време потребно да природа произведе сличан феномен и да фосили шкољки доспеју до таквих висина, закључио је да свет није могао бити створен 4004. године п. н. е., како су тврдили тадашњи теолози.
У својим белешкама Леонардо је описао и немерљиву моћ уметника:
„Сликар је господар свих ствари које човеку могу пасти на памет и због тога, ако жели да види лепоте које ће га очарати, он има моћ да их створи; ако му се прохте да види ствари које уливају страх, или шаљиве и смешне, или које стварно изазивају сажаљење, он влада њима и може да их створи. А ако хоће да створи пусте пределе, хладовита и свежа места за време врућине – он их наслика, а тако исто и топле пределе за време зиме. Ако жели долине – исто; ако жели да са високих планинских врхова открије широко поље, или ако му се прохте да после њих види хоризонт мора – он то може; а исто тако ако жели да из ниских долина види висока брда, или са високих брда ниске долине и песковите обале. И, заиста, оно што постоји у свету као суштина, стварност или машта прво пролази кроз његов дух, а затим кроз руке, а оне су толико изврсне да истовремено једном једином погледу пружају складну хармонију какву дају ствари.”
Сличну вештину је показао у једном цртежу црвеном кредом где је приказан један пејзаж у наоблаченој алпској долини, са олујом која досеже до снежних планинских врхова. Ниједан ранији уметник није тако уверљиво приказао пространство природног света и његову пролазност.
Поред задовољства које су му такве студије пружале, оне су Леонарду помагале у промоцији једног од његових омиљених уверења, оног о надмоћи сликара над другим уметницима. У доба ренесансе Бог је неретко називан уметником и његов процес стварања света упоређиван са процесом стварања уметничких дела. Леонардо је преокренуо метафору приказујући уметничко стваралаштво аналогно божијем: „Божанство које користи сликареву науку оперише на такав начин да се сликарев ум претвара у копију божијег ума, пошто ради слободно стварајући различите врсте животиња, биљака, воћа, пејзажа, крајолика, рушевина и других места која изазивају дивљење и поштовање.”
У Леонардово доба, сликарство је и даље било искључено из слободних уметности упркос ранијим напорима. У Трактату о сликарству (који је након његове смрти уредио његов ученик Франческо Мелци), опширном аргументацијом је заговарао не само укључивање сликарства у слободне уметности већ и његово преимућство над поезијом или музиком, пошто ове овисе од чула слуха, а око је за Леонарда, као што смо већ упознали, надмоћније чуло. Тврдио је да је боље бити глув него слеп и истицао да када последња нота песме замре, музика је готова и мора се изнова свирати да би постојала, док је слика стално ту. Питао је да ли је неко путовао далеко да прочита неку песму, док су слике циљ многих путовања и ходочашћа. Након више сличних аргумената, Леонардо се усмерио на вајарство, за које је сматрао да не спада у слободне уметности, или у најмању руку да му је место ниже на лествици, испод сликарства. Елегантно одевен и углађен сликар могао је радити седећи у атељеу уз отворене прозоре кроз које пирка благи поветарац, без неког физичког напора. Вајар мора клесати камен чекићем и длетом, знојећи се и прекривен мермерном прашином која се меша са знојем стварајући пескасту пасту. Вајар такође трпи заглушујућу буку чекића и длета који ударају у тврди камен.
Пошто су у тадашње слободне уметности спадале само интелектуалне активности у које није укључен механички и физички рад, аргументација је овде имала за циљ да покаже да је сликарство интелектуална а не физичка или механичка активност.

## Остала интересовања
Леонардова интересовања су такође била практичне и научне природе; многи његови цртежи су инжењерске студије канализационих одвода, система за наводњавање, преноса воде каналима и војних машина и оружја. Урадио је и низ цртежа из птичије перспективе где је приказао простране погледе централне Италије. На једном од њих је приказао Арецо лево од Перуђе у горњем десном углу, са Сијеном доле лево од центра. Леонардово познавање географских терена, што му је омогућило да у ствари прикаже оно што ми данас зовемо перспектива из ваздуха (или поглед), је веома упечатљиво. Овај цртеж је очигледно део пројекта за пренос воде у Арно из језера у долини Кијана, мада је такође могао имати неку сврху за војне походе Чезара Борџије. Леонардо је такође могао, без бенефита испитивачких инструмената, да нацрта рељефне мапе у модерном смислу, у којима су теренска узвишења, брда и планине, осенчена у складу са њиховом висином.
У расправи О архитектури, староримски архитекта Витрувије је описао како би се једна идеално пропорционална човекова фигура могла уписати у круг и квадрат, са пупком у центру. Ранији архитекти су незграпно и са мало уверљивости покушавали да уклопе човека у овакву схему, али Леонардо је тај који је створио најубедљивији приказ овог „Витрувијевог човека”. Леонардо је проучавао анатомију као нико пре њега. Његови цртежи у црвеној креди – медију који је међу првима користио – показују једну нову структуру човекове фигуре. У својим рукописима опомињао је уметнике да не претерују са истицањем мишића, као они који погрешно стварају своје фигуре налик „врећи ораха” (вероватно мислећи на Микеланђела), а у својим цртежима је наглашавао грациозност целине човекове фигуре. Почев од почетних анатомских студија у Милану средином 1480-их, Леонардо је сецирао више од укупно тридесет тела. Анатомске цртеже, рађене за потребе његових научних истраживања и демонстрације, обично прате коментари и белешке писани док је изводио сецирање. Један цртеж у ком се мишиће човекове ноге упоређује са затегнутим ужетом, показује како је Леонардо покушао да схвати сложеност анатомије на један луцидан и научан начин. Ови цртежи су део корпуса његовог истраживања природног света, на које тек повремено утиче традиција науштрб директног посматрања. Леонардове анализе везе између мишића и тетива са костима и једногласног рада зглобова и мишића, имале су непосредног одјека на уметност високе и касне ренесансе, али су мало утицале на његову властиту уметност, која је практично заустављена у време када је започео ову обимну серију анатомских студија и анализа.
Леонардови цртежи машина су тако прецизни и принципи укључени у њихов рад толико јасни да је модерним инжењерима било могуће да направе више њих на основу његових планова. У њих су укључена различита усавршавања скоро свих врста тадашњих механичких принципа, побољшања пумпи, кола за вучу, ремена и оруђа. Његови дизајни оружја се крећу од укрштених стрељачких лукова па до борних кола опремљених ротирајућим оштрицама за раскомадавање непријатеља, укључујући побољшања артиљеријског и, иронично, оружја за одбрану од његових властитих иновација. Међу његовим проналасцима су и аутомотивне машине опремљене диференцијалним преносом, једна покретна тврђава донекле налик модерном тенку и различите летеће машине, свакој од којих је, међутим, недостајао одговарајући извор покретачке енергије. Леонардове оптичке студије и његов изум машине за брушење конкавних огледала, су резултирали изумом телескопа 1509. године, век пре Галилеја.
Колико је познато, ниједан од Леонардових архитектонских планова никада није спроведен у дело, али су његови архитектонски цртежи промовисали нове принципе пројектовања и изградње који су имали великог ефекта на грађевине ренесансе. Могло би се рећи да је Леонардо у својим цртежима засновао овај нови стил архитектуре високе ренесансе, баш као што је то учинио у сликарству. За Леонбатисту Албертија, ког је млади Леонардо можда упознао, а за чије идеје је сигурно знао, најбољи облик грађевине је био онај централне основе, јер је, по њему, архитектура заснована на природи, а природа је изградила структуру биљака и животиња по централној основи. Поред овога, Витрувијева тврдња да је круг идеална и универзална форма, у периоду ренесансе је била инспирација за низ куполастих цркава са централним основом од којих је најважнија и најистакнутија нова црква Св. Петра у Риму, коју су пројектовали Донато Браманте (план основе и главну структуру) и Микелнађело (куполу). На неке од ових грађевина, врло је могуће да су утицали Леонардови цртежи. Вазари се жалио да је Леонардо губио време пунећи листове папира бесмисленим квадратима, троугловима, круговима и сл., међутим, оно што је он највероватније радио јесте да истражује пермутације и комбинације геометријских фигура док је развијао тлоцрте грађевина. У својим архитектонским цртежима Леонардо почиње од основе сачињене од простих геометријских елемената, да би затим крећући се здесна у лијево, подизао цркву у перспективи према њој. Један цртеж приказује осмоугаону цркву окружену са осам куполастих кружних капела, свака са осам ниша; план у облику структуре дијаманта са апсидама на боковима и торвером на врху; поред ње су и скице за још две грађевине централне основе. Иако ови планови следе Албертијева начела, детаљи подсећају на Брунелескијеву куполу за катедралу Фиренце, и његов план за Санто Спирито. Крајњи резултат је, међутим, нешто сасвим ново. Леонардове грађевине нису просто супротстављање плошне равни, као код Брунелескија, нити лебдеће масе као код Албертија. Леонардове сличе живим организмима који се шире према споља из свог централног језгра, попут латица цвећа или кракова снежне пахуљице. Ово што је Леонардо овде створио – а што је база ренесансне композиције у архитектури, вајарству и сликарству – уједињена је целина која је производ међусобне динамичне повезаности њених саставних делова. Антонио дел Полајуоло, дошао је до сличне идеје у троугаоној композицији стрелаца у свом св. Себастијану – или му је можда то сугерисао млади Леонардо (улаз у радионицу Леонардовог учитеља Верокија је био поред улаза у радионицу браће Полајуоло).
Леонардо се није зауставио на студијама појединачних грађевина или њихових делова, попут куполе за замак Сворце коју је нацртао на истој страници папира на којој је студија једног младића ког је касније искористио за апостола у Тајној вечери. Такође је пројектовао решења за урбанистичке проблеме свога времена, укључујући подземне канализационе канале, улице за саобраћај коња и кочија поред уздигнутих пешачких плочника, и пешачке зоне намењене за шетњу и уживање. Ниједан од поменутих пројеката није реализован у то време, али су идеје типичан израз Леонардове бриге за откривање правила реда у привидном нереду и хаосу.
Оно што га је можда највише фасцинирало од било ког друго природног феномена било је кретање и понашање воде. Његове бележнице су пуне схема о доводима воде у град слободно и без препрека, како би је се могло искористити за превоз у лукама и послужити као сигуран медиј за саобраћај и теретни превоз у рекама и језерима. Леонардо је сигурно сатима проучавао обрасце удара воде у пловеће тело, које у њега продире у спиралним вртлозима, који када поново изађу на површину стварају мехуриће који се крећу у концентричним круговима. Понекад би бацао даску под различитим угловима у јаку водену струју потока и затим цртао узорке који би тако настали. На крају је приметио да њихови облици подсећају на увојке косе и да се принципи спиралног раста у лишћу биљака налазе и у кретању воде.
На страници на којој је нацртао човекове срчане залиске, написао је: „Нека нико ко није математичар не чита моје принципе”. Важан извор Леонардових научних истраживања и креативне маште било је његово схватање да се природа темељи на математичким структурама. Вера у сигурност математичких принципа омогућила је Леонарду да повеже широк, али разнолик спектар студија. Обједињена, пирамидална композиција ликова у његовој Богородици у пећини, и пирамидални облик падобрана који је дизајнирао, повезани су са његовим разумевањем ефикасности демонстриране у троугластом срчаном залиску, или у уређају који користи три куглична лежаја. Леонардова употреба троугла у сликарству повезана је тако са његовим истраживањима природе и механике, доказујући да је уметност, како је написао, „заиста наука”.

## Психоанализа
Године 1910. Сигмунд Фројд, оснивач психоанализе је за Леонарда рекао:
„Велики Леонардо је одржао дечачки дух целог живота; каже се да сви велики људи морају сачувати понешто из свога детињства. Он се играо и у одраслом добу, због чега је понекад својим савременицима изгледао као уклет и неразумљив човек”.